# Torkos Károly
Torkos Károly (Pápa, 1813. november 12. – Budapest, 1878. október eleje?) evangélikus lelkész.

## Élete
Szülei Torkos István pápai evangélikus rektor és Udvardy Terézia. Középiskolai tanulmányait Sopronban végezte, a teologiát is ott kezdte és Bécsben fejezte be. Hazatérését követően a Zay grófi családnál Zayugrócon két évig, Benyovszky Péter ügyvédnél Pesten négy évig nevelősködött. 1842-ben kecskeméti, 1850-ben orosházi lelkész lett. Csakhamar esperességi jegyzővé, 1858-ban a békési egyházmegye esperesévé választották. 1856-ban a bányai egyházkerület jegyzője, végül pedig egyetemes jegyző lett. Országos hírű szónok volt. 1878. szeptember 26-án Orosházáról Budapestre utazott hivatalos ügyekben vasúton és máig is megfejthetetlen módon ott nyom nélkül eltűnt. Kijelentett szándéka az volt, hogy szeptember 28-án reggelre hazatér. Mivel a kitűzött időre nem érkezett meg, a család aggodalmában felküldötte egyik fiát, hogy az eltűntet keresse fel. Dacára azonban, hogy a városi kapitányság is közreműködött, háromnapi nyomozásnak legkisebb eredménye sem lett. Ezután a család a napilapok szerkesztőihez fordult Torkos Károly felkutatására, s a következő személyleírást közölték róla: "Torkos Károly 67 éves inkább alacsony, mint középtermetű; személyleírása: sima, alig őszülni kezdő fekete haj, magas homlok, ritka, fekete szemöldök, barna szem, hajlott hosszúdad orr, borotvált arc, csaknem egészen ősz, keskeny nyakszakállal, rendes száj; fogainak nagyobb része hiányzik. Ruházata: fehér ing, lehajlott gallérral, fekete nyakravaló, hasonló színű öltözettel. Balkeze mutatóujján egy sima, vörös köves, metszés nélküli pecsét aranygyűrű volt. Zsebjeiben ezüst óra, vékony aranylánccal." Ugyan több lap is közölte, hogy holttestét a Tiszából fogták ki és öngyilkos lett, de ezt a család cáfolta.
Cikke a Magyar Protestáns Egyházi és Iskolai Figyelmezőben (Debreczen, 1874. A németországi népiskolák jövője); egyházi beszédei a Papi dolgozatok gyászesetekre c. gyűjteményben (Kecskemét, szerk. Fördős Lajos 1862-65) és a Margócsy József, Protestáns Egyházi Beszédtárában (Kecskemét, 1871).

## Munkái
- Torkos Sándor kir. mérnöknek Vecsey Eleonora kisasszonynyal történt összekelésekor tartott esketési beszéd, mellyett Csányon ... 1846. aug. 4. mondott. (Kecskemét), 1846.
- Gyászbeszéd, mellyett dicső emlékezetű cs. kir. ausztr. főherczeg József, Magyarhon félszázados nagy nádorának végtiszteletére tartatott gyászünnepély alkalmával a kecskeméti ág. hitv. evangelikusok imaházában márcz. 7. 1847. mondott. Uo.
- A nyomorúság napjai. Egyházi beszéd. Pest, 1861.